# Venni, Vetti, Vecci
Venni Vetti Vecci es el primer álbum del rapero Ja Rule, lanzado en 1999. El título se inspira en la frase del caudillo romano Julio César (Veni, vidi, vici lat. Vine, vi, vencí) al describir la facilidad para ganar batallas como comandante.

## Lista de canciones
1. "The March Prelude" (1:19)
2. "We Here Now" (3:25)
3. "World's Most Dangerous" (5:07)
4. "Let's Ride" (4:22)
5. "Holla Holla" (4:24) US#35
6. "Kill 'Em All" (4:17)
7. "I Hate Niggaz" (skit) (1:06)
8. "Niggaz Theme" (4:09)
9. "Suicide Freestyle" (2:16)
10. "Story to Tell" (4:05)
11. "Chris Black" (skit) (1:40)
12. "Count on Your Nigga" (4:35)
13. "It's Murda" (3:36)
14. "E-Dub & Ja Rule" (4:14)
15. "187 Murda Baptiss Church" (skit) (2:48)
16. "Murda 4 Life" (4:48)
17. "Daddy's Little Baby" (5:20)
18. "Race Against Time" (4:43)
19. "Only Begotten Son" (4:55)
20. "The Murderers" (5:08)

- Datos: Q545758